# لوف الحية
لُوف الحَيَّة أو اللُوف الجَعْد أو الفَيْلَجُوش هو نوع نباتات من جنس الصراخة.